# Stadt Blankenberg
Stadt Blankenberg is een plaats in de Duitse gemeente Hennef (Sieg), deelstaat Noordrijn-Westfalen, en telt 663 inwoners (2006).

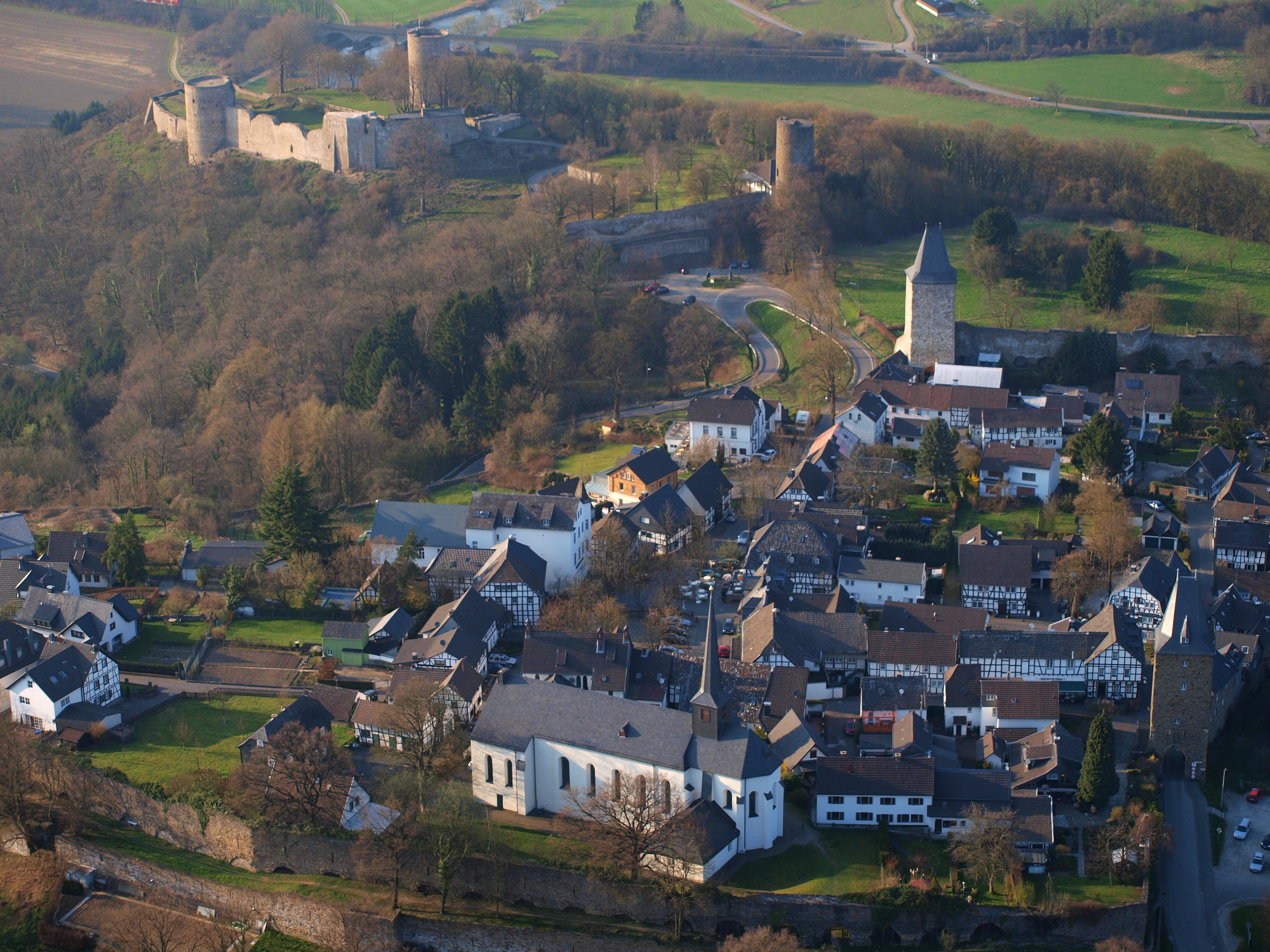
Stadt Blankenberg
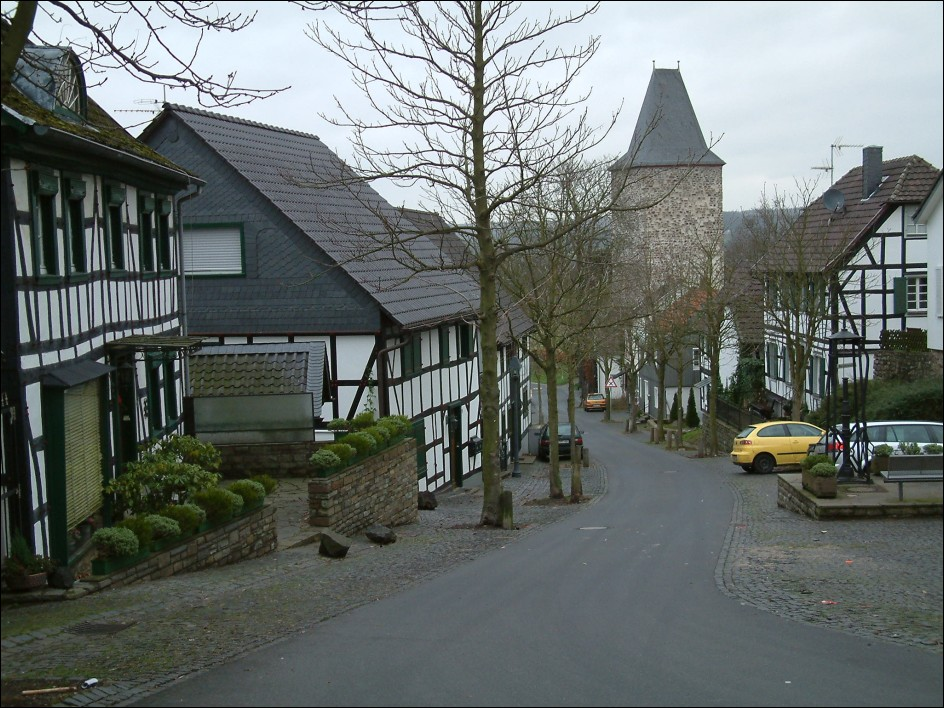
Centrum van Stadt Blankenberg